# Pietrain

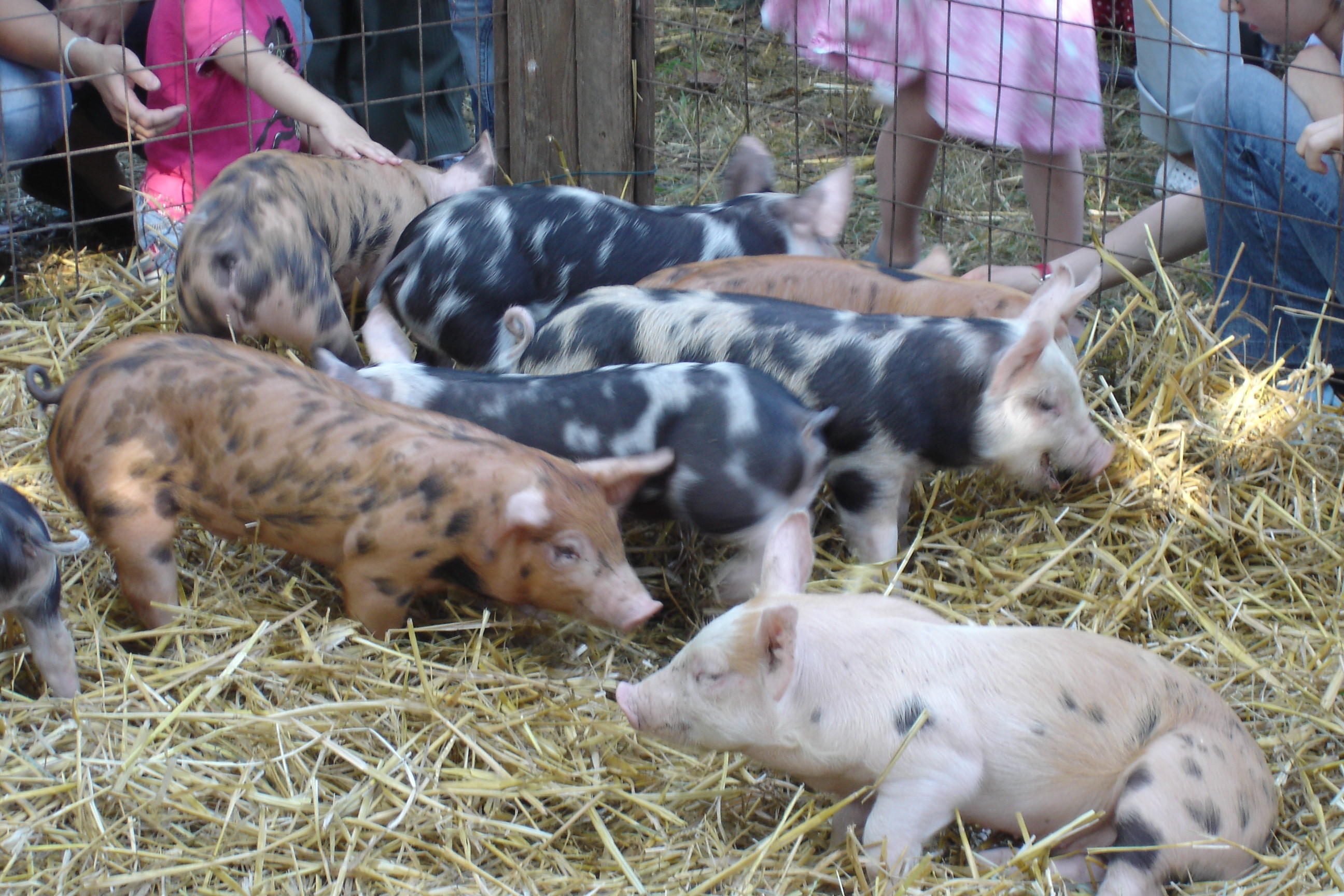

Pietrain – rasa świni domowej wyhodowana w Belgii. 
Umaszczenie szarobiałe z nieregularnymi plamami czarnymi i rudymi. Rasa charakteryzująca się bardzo cienką warstwą słoniny i świetnym umięśnieniem. Plenność loch wynosi średnio 9,8 prosiąt w miocie. Dojrzałość somatyczną osiągają w wieku 4 lat. Dobowe przyrosty w tuczu wynoszą ok. 700g. Masę ciała 90-95 kg osiągają w wieku 180dni. Bardzo podatna na stres. Używana w tuczu jest jako komponent ojcowski w wielu europejskich programach krzyżowania towarowego świń.